# Ager (rzeka)
Ager – rzeka w Górnej Austrii. Wypływa z jeziora Attersee, następnie po około 34 kilometrach, między Lambach, a Stadl-Paura, wpada do rzeki Traun, która jest prawym dopływem Dunaju. Jej zlewnia wynosi około 1260 km², obejmując cały północno-zachodni Salzkammergut. 
W systemie administracyjnym gospodarki wodnej jest podzielona na dwie jednolite części wód powierzchniowych o międzynarodowym kodzie ATOK411140003 (odcinek górny) i ATOK411140001 (odcinek dolny). Leży na obszarze dorzecza Dunaju, w regionie wodnym Dunaju poniżej Jochensteinu. W austriackiej typologii wód powierzchniowych obie jednolite części wód należą do cieków naturalnych, typu MZB_19_2 (górny) i MZB_11_1,75 (dolny). Ponadto w okolicach Vöcklabrucka wyróżniane są trzy odcinki boczne: ATOK411140092 (Ager_UML), ATOK411140097 (Ager_ML) i ATOK411140098 (Ager_OML) o typie MZB_19_2.
Najczęstszymi gatunkami ryb w Ager są: pstrąg potokowy, pstrąg tęczowy, lipień, kleń i brzana.
W okresie powojennym Ager była silnie zanieczyszczona przez pobliskie fabryki. Obecnie rzeka jest oczyszczona, a w pobliżu działa kilka oczyszczalni ścieków.

## Galeria

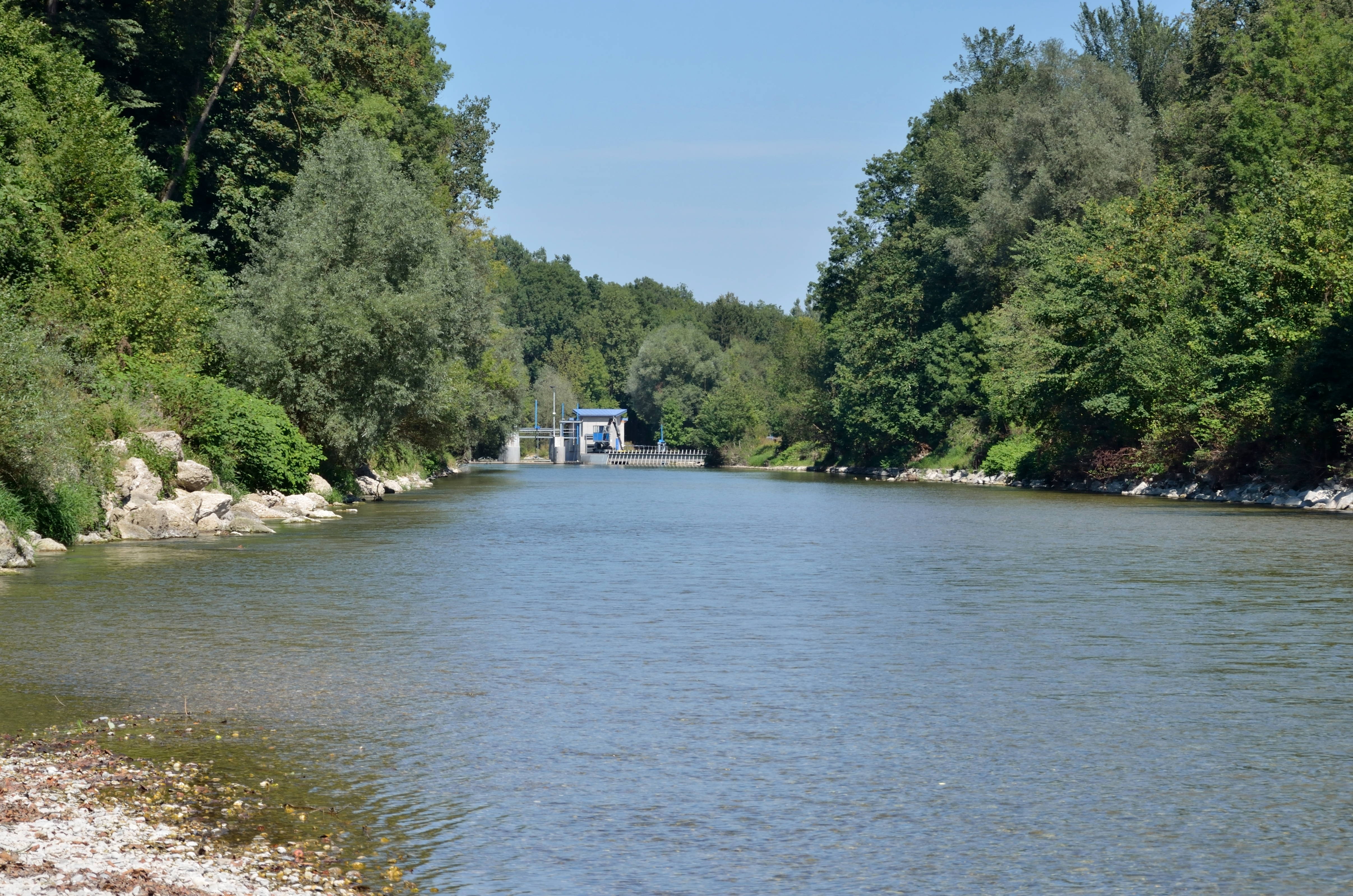
Przepływowa elektrownia wodna Hart, w gminie Schlatt.
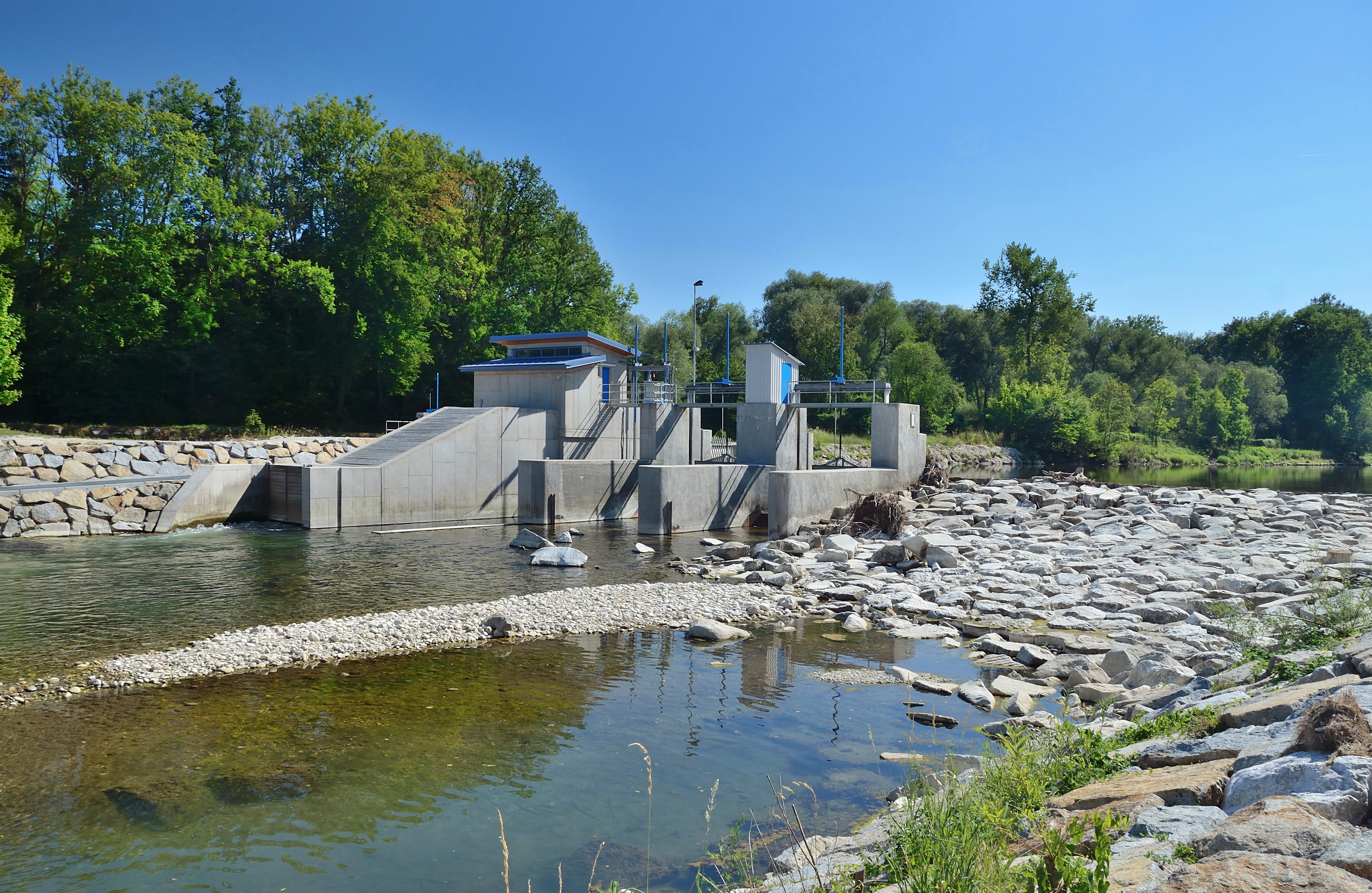
Elektrownia Hart.
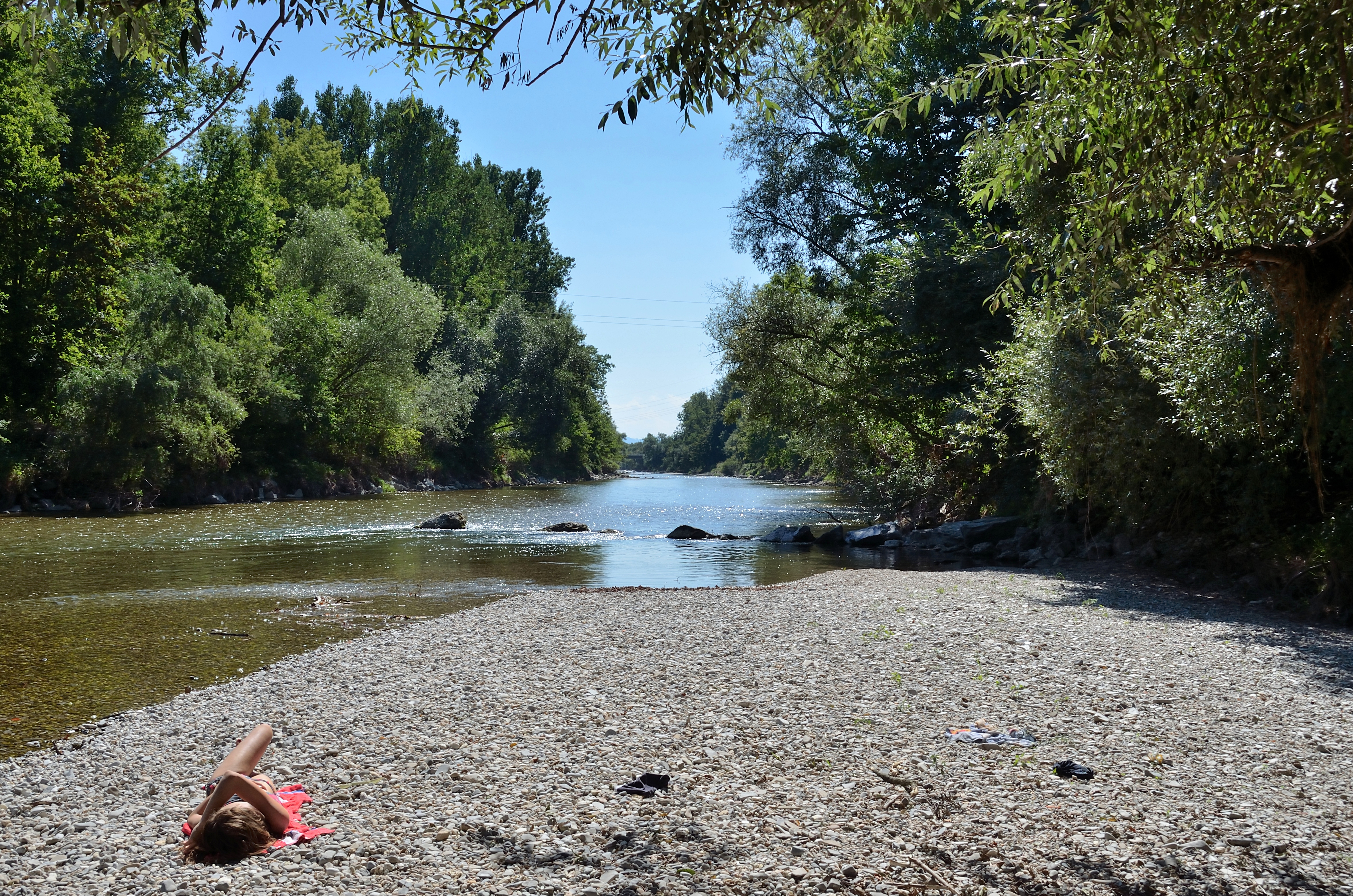
Żwirowy brzeg rzeki w gminie Schlatt.
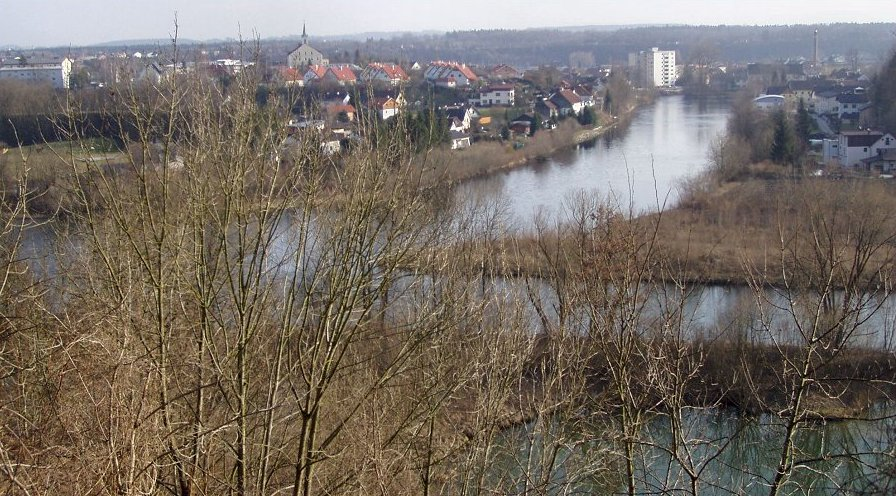
Ager wpada do Traun.